# Digulia
Digulia là một chi ruồi trong họ Syrphidae.